# Arrondissement de Casale
L'arrondissement de Casale est une ancienne subdivision administrative française du département de Marengo créée le 11 septembre 1802, dans le cadre de la nouvelle organisation administrative mise en place par Napoléon Ier en Italie et supprimée le 11 avril 1814, après la chute de l'Empire.

## Composition
Le territoire de l'arrondissement de Casale s'étendait sur une partie des actuelles provinces d'Asti et d'Alexandrie, au Piémont. L'arrondissement comprenait les cantons de Casale, Gabiano, Moncalvo, Montemagno, Montilio, Pontestura, Rosignano Monferrato, San Salvatore Monferrato, Ticineto et Villanova.